# ストーンカッターズ橋

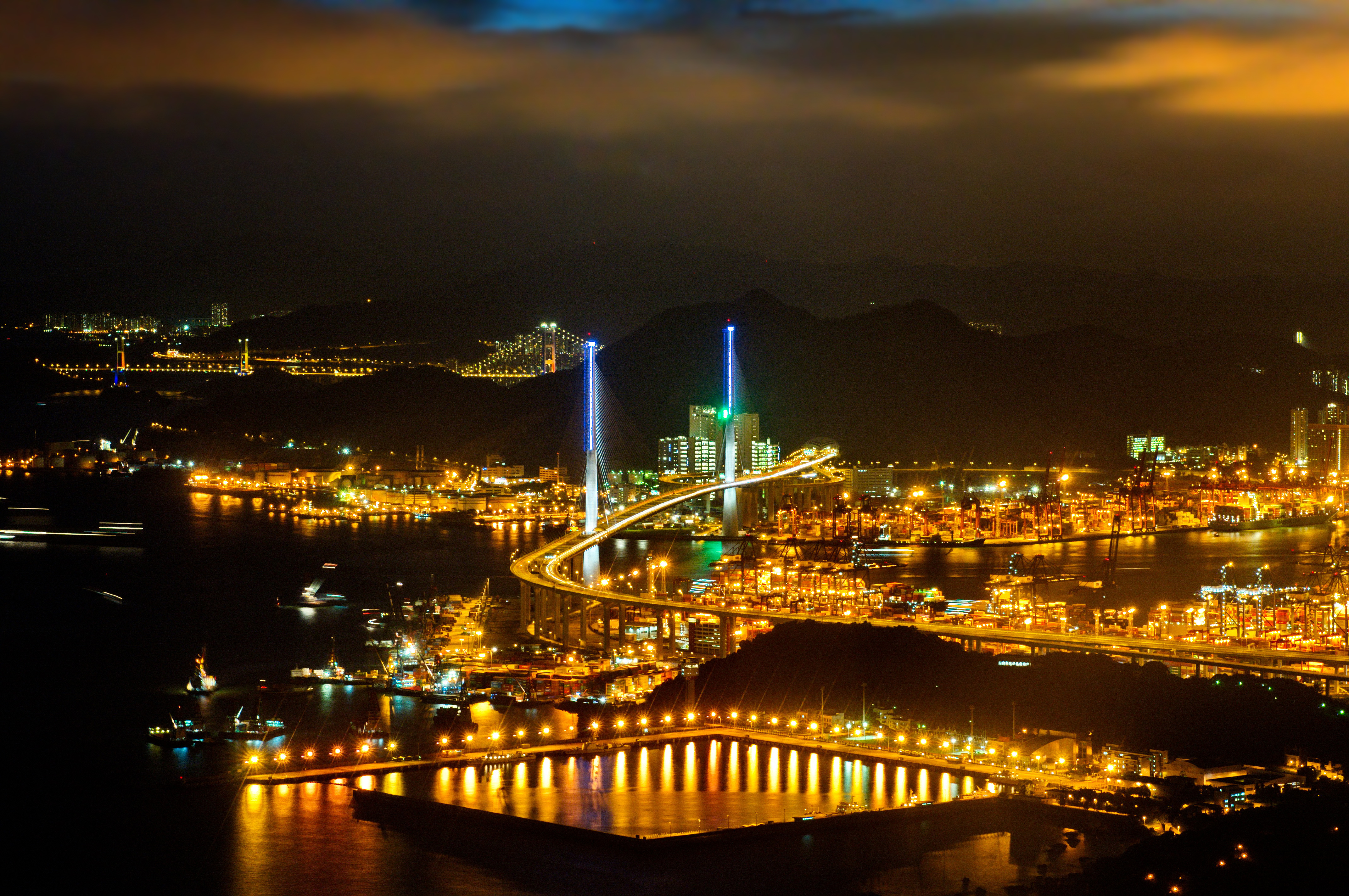
Harrobigileen zubia

ストーンカッターズ橋（昂船洲大橋）は、香港昂船洲にある斜張橋。2009年12月に完成し、世界第2位の中央径間を誇る斜張橋となった。

## 概要
ストーンカッターズ橋は、全長1596m（中央径間1018m・側径間289m）で、水面から橋上までの高さが73.5m、主塔の高さが298mという大規模斜張橋である。2004年4月着工、2009年10月竣工。ランドラー海峡で隔てられた九龍昴船洲と新界青衣島のコンテナヤードを結ぶ産業道路として、幅員53.3m、片側3車線の道路整備されており、香港の高速道路「8号幹線」の一部を構成する。発注は香港特別行政区政府路政署、設計は、オーブ・アラップアンドパートナーズ・ホンコン、施工は前田・日立・横河・新昌の4社によるJV。

## 構造
構造は、鋼構造による中央スパンとコンクリート構造による両側スパンで構成される、鋼・コンクリート複合斜張橋である。
この橋において特筆すべきは、横浜ランドマークタワーとほぼ同じ高さを誇る2基の主塔。基礎は、岩着方式により地下117m（最大値）まで杭が打ち込まれており、一方上部では、最下部で24*18の楕円形であった断面が、地上90mの橋桁部でØ14m、地上298mの最後部ではØ7mの真円となる。175m付近からステンレスのコーティングが施され、最上部にガラス製の建屋が置かれ、照明設備が設置される。
斜張橋を支えるPWSケーブルは、7mmの素線を499本束ねてØ20cmとしたものが1面辺り28本（合計224本）張られている。従来のものに比べ断面積が格段に小さいため悪天候時の影響が小さく、またメンテナンスの最小化も実現した。
施工においてこれらは全て3次元で計画され、アンカーボックスや斜材のガイドパイプは事前に位置や角度を計算して加工され、部材は世界中から調達されている。
コンクリート145700m3・鉄筋37100t・基礎杭108本などの部材と、500億円近い建設費の結晶ともいえるこの橋は2009年4月7日に閉合され、香港の新たなランドマークとなるべく完成に向け最後の追い込み段階に入っている。